# Мінуцієва дорога

Римські дороги в Італії

Мінуцієва дорога (лат. Via Minucia) — римська дорога, що вела з Риму до Брундізія (лат. Brundisium, зараз Бріндізі).
Збудована консулом Тиберієм Мінуцієм Авгурином в 305 році до н.е. (звідки й отримала назву).
В 109 році імператор Траян розширив та модернізував дорогу, і вона стала називатись Траянова дорога.